# Wilhelm Maximilian Kisch
Wilhelm Maximilian Kisch  (* 18. Mai 1827 in Wien; † 17. August 1893 ebenda) war ein österreichischer Schriftsteller und Wiener Lokalhistoriker.

## Leben
Der absolvierte Jurist Kisch diente zunächst in der k.k. Armee im Rahmen der Militärgerichtsbarkeit und wurde 1863 Hauptmann-Auditor I.Klasse. Kisch widmete sich aber in der Folge ausschließlich der Schriftstellerei, gab 1871 bis 1873 die Wiener Kunsthefte heraus und sammelte Sprichwörter.
Sein Hauptwerk, bis heute ein Standardwerk der Viennensia-Literatur, sind Die alten Straßen und Plätze Wiens und ihre historisch interessanten Häuser (1883). Kisch setzte sein monumentales Vorhaben mit einem ersten Band über die Wiener Vorstädte fort (erschienenen 1885), der zweite Band erschien erst 1895 aus Kischs Nachlass.